# Pollenfeld
Pollenfeld település Németországban, azon belül Bajorországban. Lakosainak száma 3123 fő (2023. december 31.). Pollenfeld Raitenbuch, Schernfeld, Eichstätt és Kipfenberg községekkel határos.

## Népesség
A település népessége az elmúlt években az alábbi módon változott:
| Lakosok száma | 1984 | 1556 | 2780 | 2792 | 2824 | 2903 | 2903 | 2916 | 3105 | 3123 |
|               | 1970 | 1975 | 2012 | 2013 | 2014 | 2016 | 2017 | 2019 | 2022 | 2023 |